# Netzschmerle
Botia almorhae, mit deutschem Namen auch Netz-Prachtschmerle bzw. Netzschmerle, ist ein Fisch aus der Familie der Prachtschmerlen (Botiidae). Junge und heranwachsende Botia almorhae leben in den Unterläufen den Himalaya nach Süden entwässernder Flüsse in Indien und Nepal. Ausgewachsene Tiere wandern in die Oberläufe dieser Gebirgsflüsse bis auf 1900 m über dem Meeresspiegel. Dort sind ihre Lebensräume tiefere Flussbereiche mit steinigem Grund. 

## Merkmale und Systematik
Bei den bis 18 cm großen Tieren sind die Geschlechter nur dann zu unterscheiden, wenn die fortpflanzungsreifen Weibchen einen deutlich sichtbaren Laichansatz gebildet haben. Über den silbergrauen Körper zieht ein Muster aus Y-förmigen, dunklen Querbinden, zwischen denen jeweils noch eine dunkle Halbbinde auf der unteren Körperhälfte liegt. Diese Zeichnung setzt sich auf die Flossen fort.
Alle Prachtschmerlen vermitteln den Eindruck, schuppenlos zu sein und stattdessen über eine ledrige glatte Haut zu verfügen. Tatsächlich besitzen sie sehr kleine, eng am Körper anliegende Schuppen, die mit dem bloßen Auge nicht erkennbar sind. Charakteristisch für alle Prachtschmerlen ist ein unter jedem Auge in einer Hauttasche liegender Augendorn, der ausgeklappt und über ein Knochengelenk arretiert werden kann. Diese gebogenen, scharfen und spitz auslaufenden Dorne, die viele Schmerlenarten tragen, dienen anscheinend nur der Verteidigung gegenüber Fressfeinden. Sie werden auch im Zusammenhang mit "Gähnen", das als Komfortverhalten zu werten ist, für kurze Zeit ausgeklappt.
Botia lohachata (Chaudhuri, 1912) wird nach neuer Erkenntnis Botia almorhae (Gray, 1831) zugeordnet. Grund für die Mehrfachbeschreibung ist die sich deutlich unterscheidende Färbung von juvenilen und adulten Exemplaren. Die Y-artige, breite Bandzeichnung junger Fische verändert sich zu einer über den ganzen Körper reichenden Netzzeichnung, die bei Jungfischen weiße Grundfärbung wird zu einem hellen Grau. Entgegen häufigen Angaben erreichen geschlechtsreife Netzschmerlen Körperlängen bis zu 18 Zentimeter und sind keine aggressiven Einzelgänger, sondern ausgesprochen soziale Karpfenartige.

## Verhalten
Diese dämmerungs- und nachtaktive Prachtschmerlenart ist relativ friedlich, kann aber Artgenossen gegenüber ruppig werden, da sie eine individuelle Ruhezone beansprucht, ohne jedoch ein Revier abzugrenzen. Anderen Schmerlenarten gegenüber ist sie aber nicht aggressiv. Botia almorhae ist ein auf den Untergrund orientierter Fisch, nimmt das Futter aber auch von der Wasseroberfläche, wobei sie sich auf den Rücken dreht.
Die innerartliche Kommunikation erfolgt durch Körperhaltung, Kopfbewegungen und "knackende" Laute und ist sehr differenziert. Gemeinsam gepflegte Exemplare kennen sich individuell und organisieren sich in einer Art Rangfolge. Jeder einzelne Fisch bezieht einen eigenen Rückzugsbereich. Berichte über intraspezifische Aggressionen gründen immer in ungünstigen Haltungsbedingungen. Zum Verhalten liegen nur Aquarienbeobachtungen vor.